# 리친 (배우)
리친(중국어: 李沁, 병음: Li Qin, 1990년 9월 27일 ~ )은 중국의 배우이다.

## 출연 작품
- 주선 (2019)
- 랑전하 (2018)
- 미미일소흔경성 (2016)
- 청춘연애 (2015)
- 여과아애니 (2014)
- 유효기간애상니 (2014)
- 천금귀래 (2013)
- 최찬인생 (2013)
- 화개반하 (2012)
- 수망적천공 (2012)
- 신기협려 (2011)
- 건당위업 (2011)